# Shantytown Heritage Park

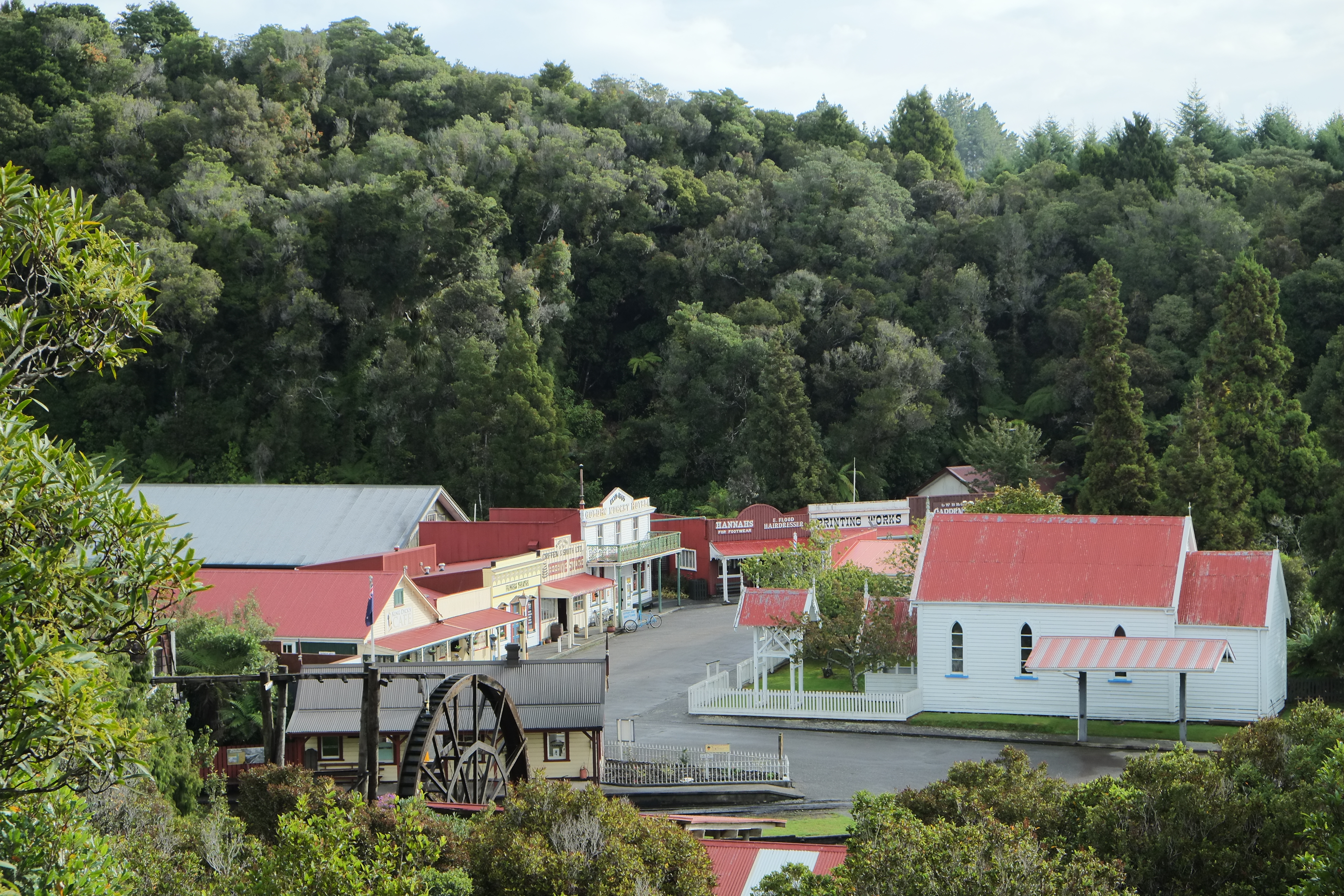
Ein Teil von Shantytown aus einer Lichtung heraus gesehen

Der Shantytown Heritage Park, oder in Kurzform einfach Shantytown genannt, ist ein kleines im Jahr 1971 eröffnetes Freilichtmuseum an der Westküste der Südinsel von Neuseeland, das das Leben in einer kleinen, vom Goldrausch in Otago geprägten Stadt für Besucher nachempfinden lässt.

## Geographie
Der Shantytown Heritage Park liegt rund 10 km südlich von Greymouth und etwa 7 km nordöstlich von Kumara Junction entfernt und ist über den New Zealand State Highway 6, der 3,6 Straßenkilometer nordwestlich des Freilichtmuseums liegt, erreichbar. Die Anlage liegt vom Wald eingesäumt, nach Norden offen, wobei eine rund 1,5 km lange Eisenbahnstrecke nach Süden in den neuseeländischen Regenwald hineinführt.

## Shantytown

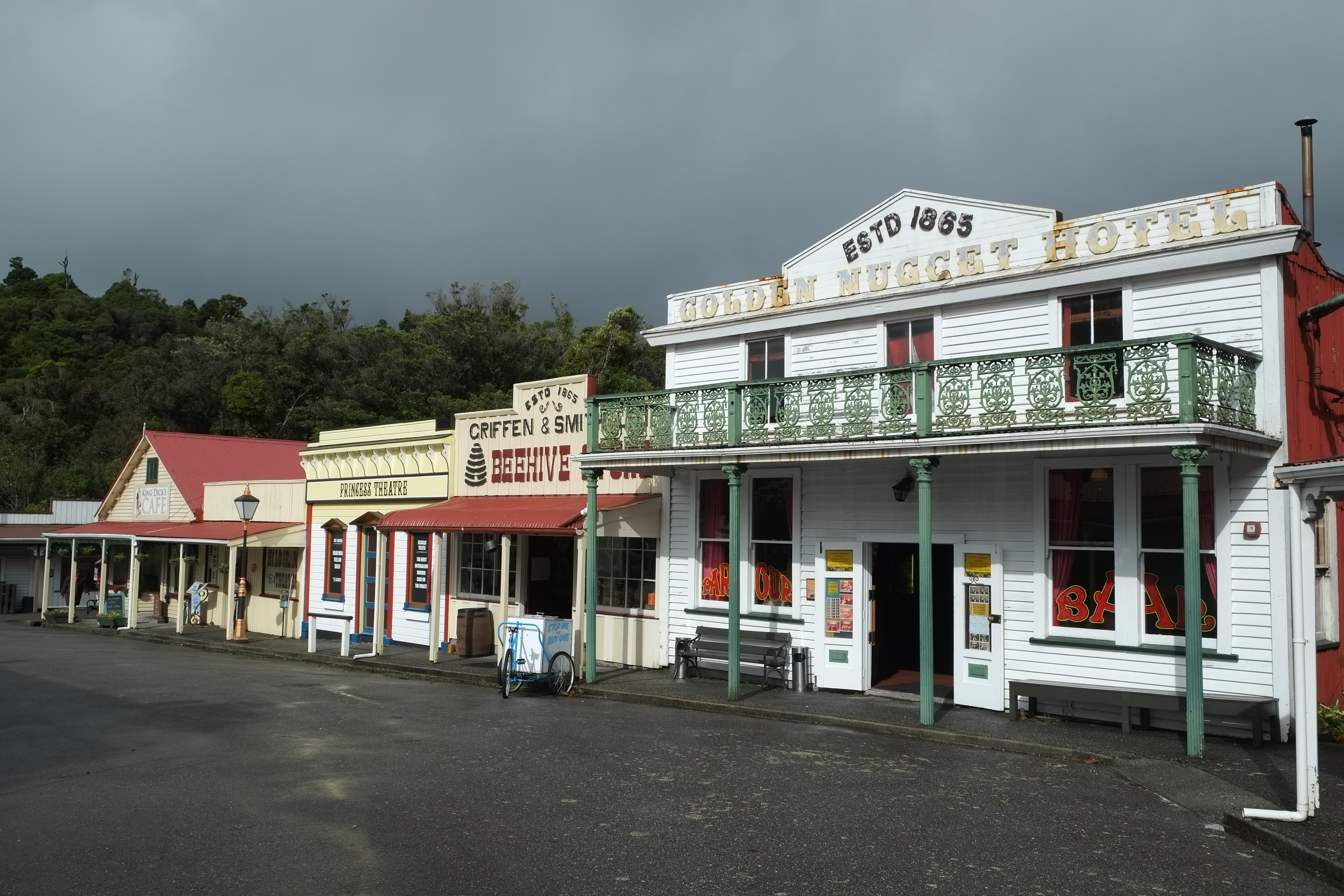
Main Street von Shantytown

Ende der 1960er Jahre wurde Shantytown mit 30 nachgebauten historischen Gebäuden im Stil der 1860er Jahre als Goldgräberstadt errichtet und rekonstruiert. Einige wenige Gebäude kamen von anderen Orten, wurden in ihrem Originalzustand restauriert und in Shantytown aufgebaut, wie z. B. die Kirche von No Town aus dem Jahr 1866, die Coronation Hall (Halle der Krönungsfeier) und die Gem & Mineral Hall. Alle anderen Gebäude wurden dem Baustil seiner Zeit entsprechend rekonstruiert.
In der Stadt sind u. a. ein Postamt, ein Gebäude der BNZ Bank, ein Hotel, ein Gebäude der Feuerwehr und eine Schmiede zu finden, und verschiedene andere Gebäude mit Geschäften und Dienstleistern für das damalige tägliche Leben. Offiziell eröffnet wurde das Freilichtmuseum im Januar 1971.

## Eisenbahn

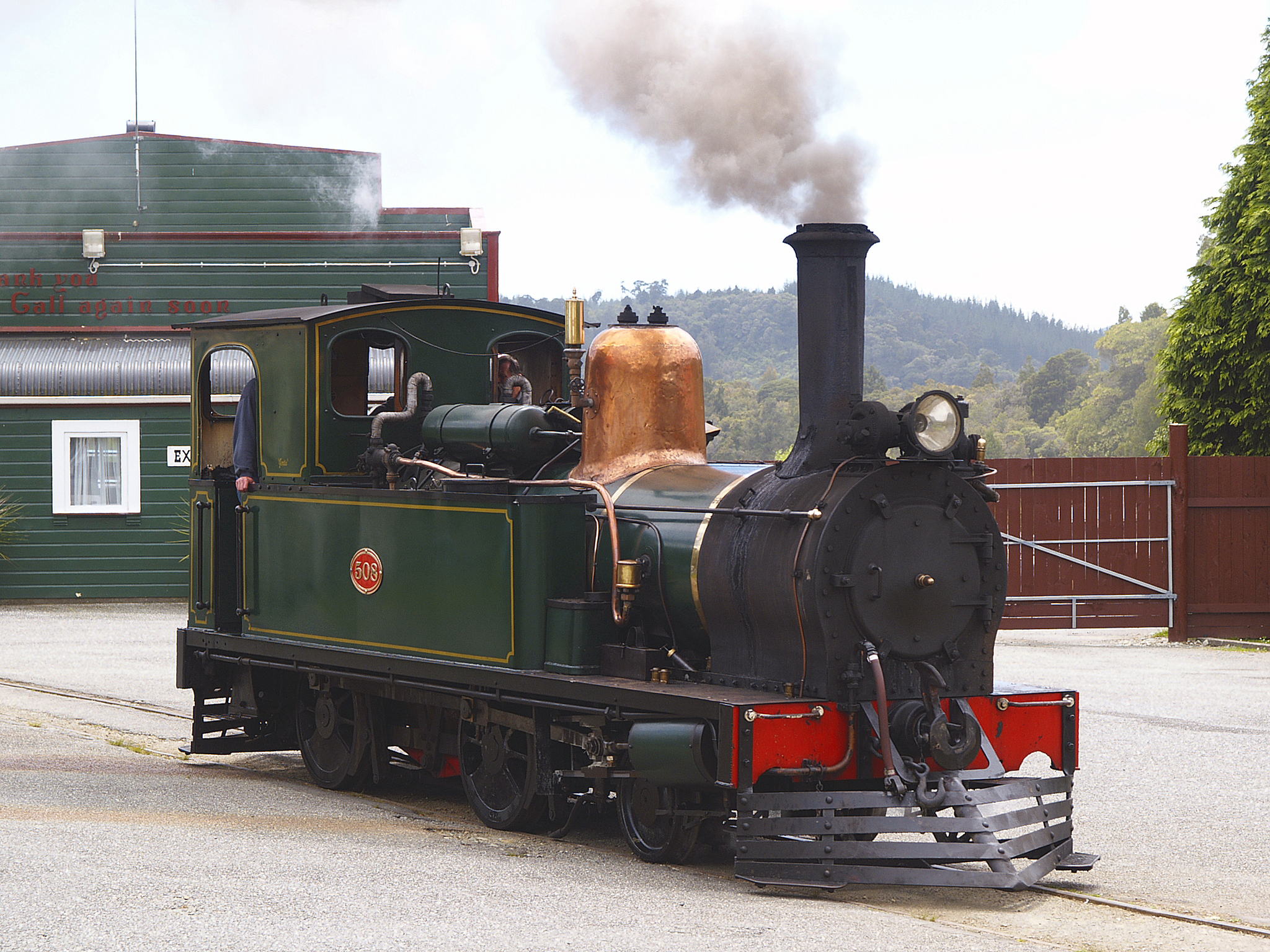
NZR L 508 im Shantytown Heritage Park, 1877 erbaut

Auf dem Gelände des Freilichtmuseums verkehrt zu den Öffnungszeiten eine historische Dampflokomotive, die die Besucher auf der 1,5 km langen Eisenbahnstrecke, Infants Creek Tramway genannt, an der Infants Creek Sawmill (Sägewerk) vorbei durch den einheimischen Regenwald führt. Als Lokomotiven stehen unter anderem eine L-Class aus dem Jahr 1877 und eine verbesserte F-Class Kaitangata aus dem Jahr 1896 zur Verfügung.

## Museum
Shantytown als Museum betrachtet, beherbergt über 10.000 Objekte, 2000 Fotografien und 1000 Archive. Die Sammlung, seit 1968 von Mitgliedern der West Coast Historical Society zusammengetragen, deckt den Zeitraum von 1850 bis 1940 ab.

## Fotogalerie
Fotos von Inneneinrichtungen verschiedener Gebäude und Maschinen

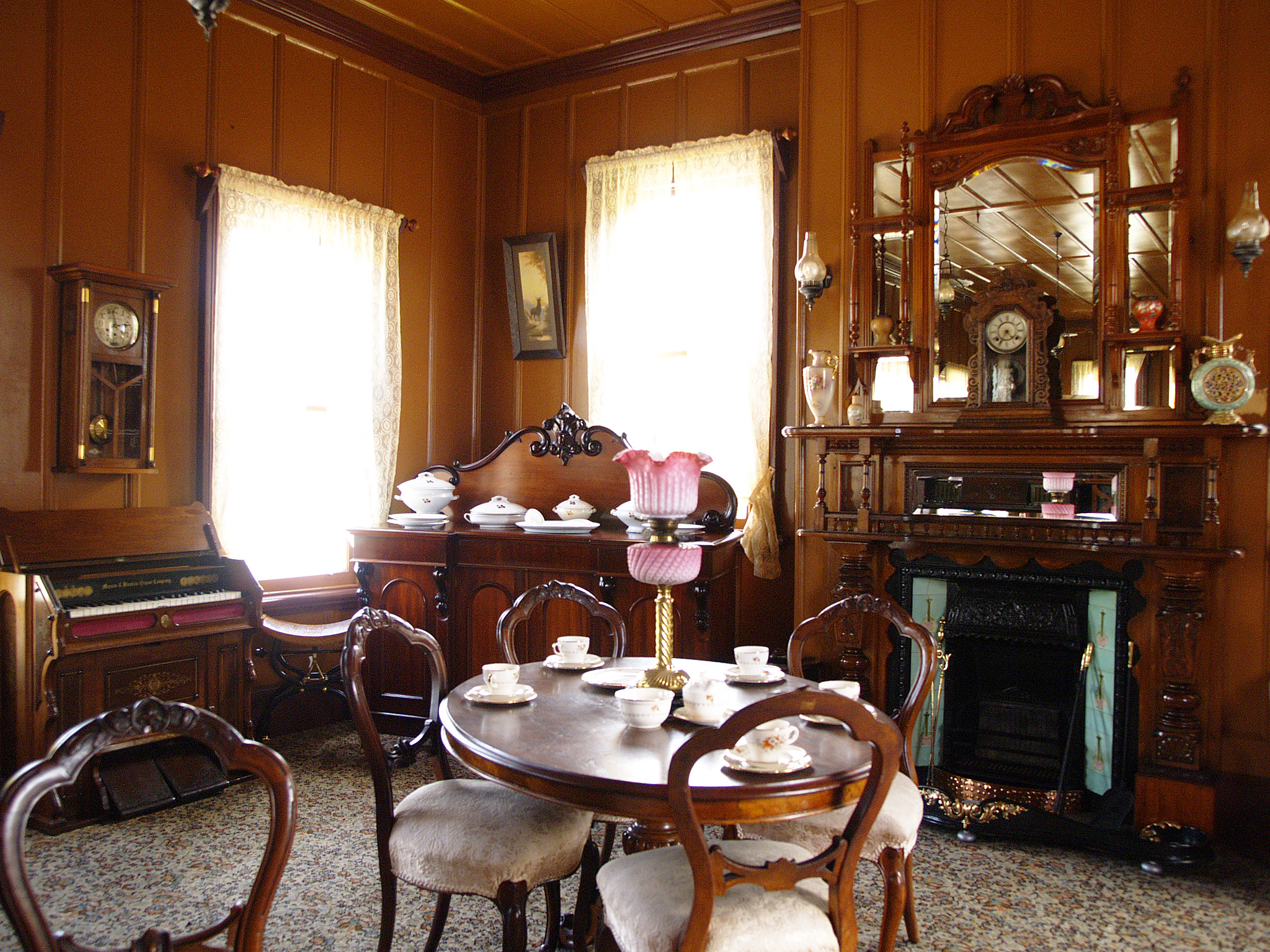
Coronation Hall, Teil der Inneneinrichtung
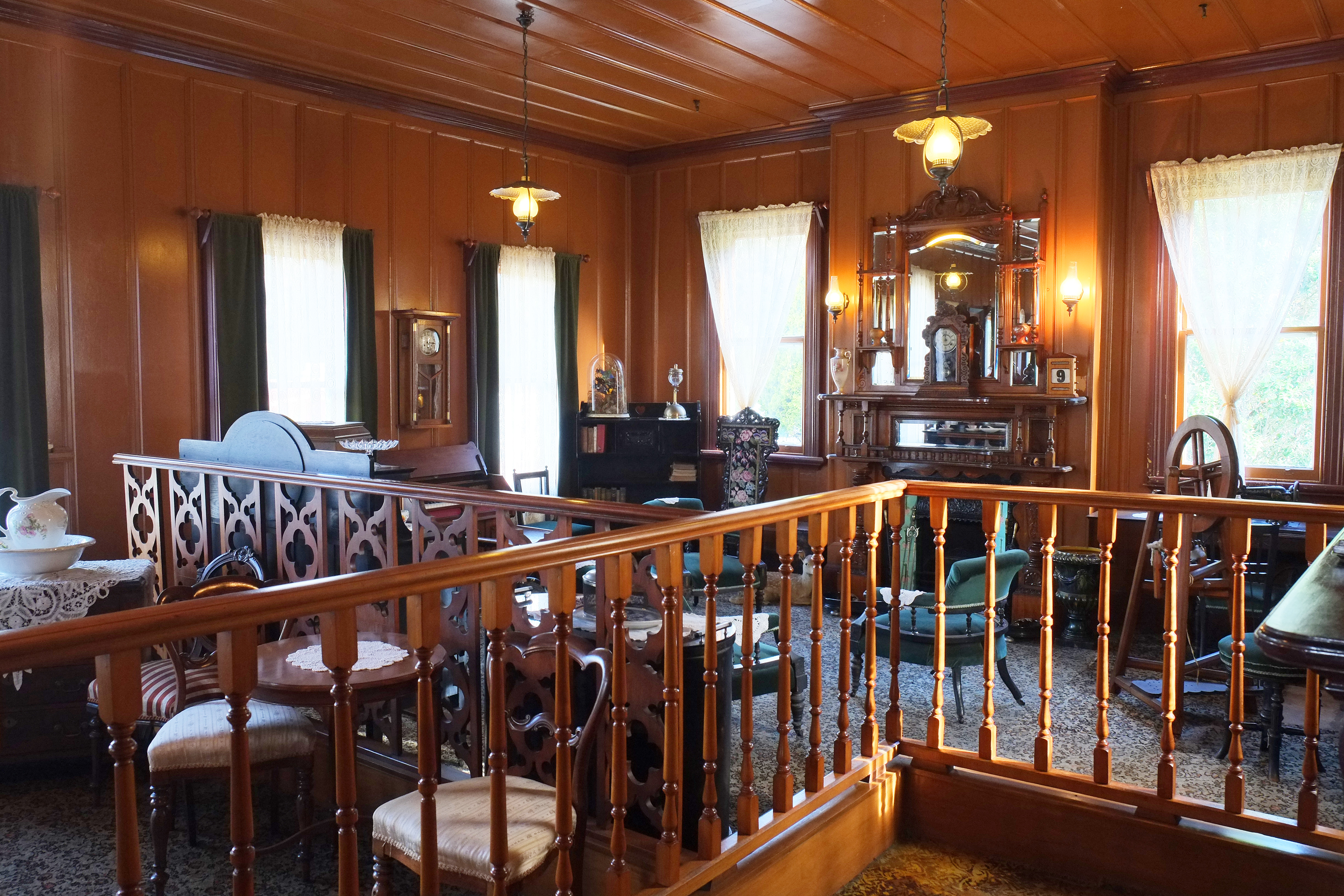
Innenansicht der ersten Etage der Coronation Hall
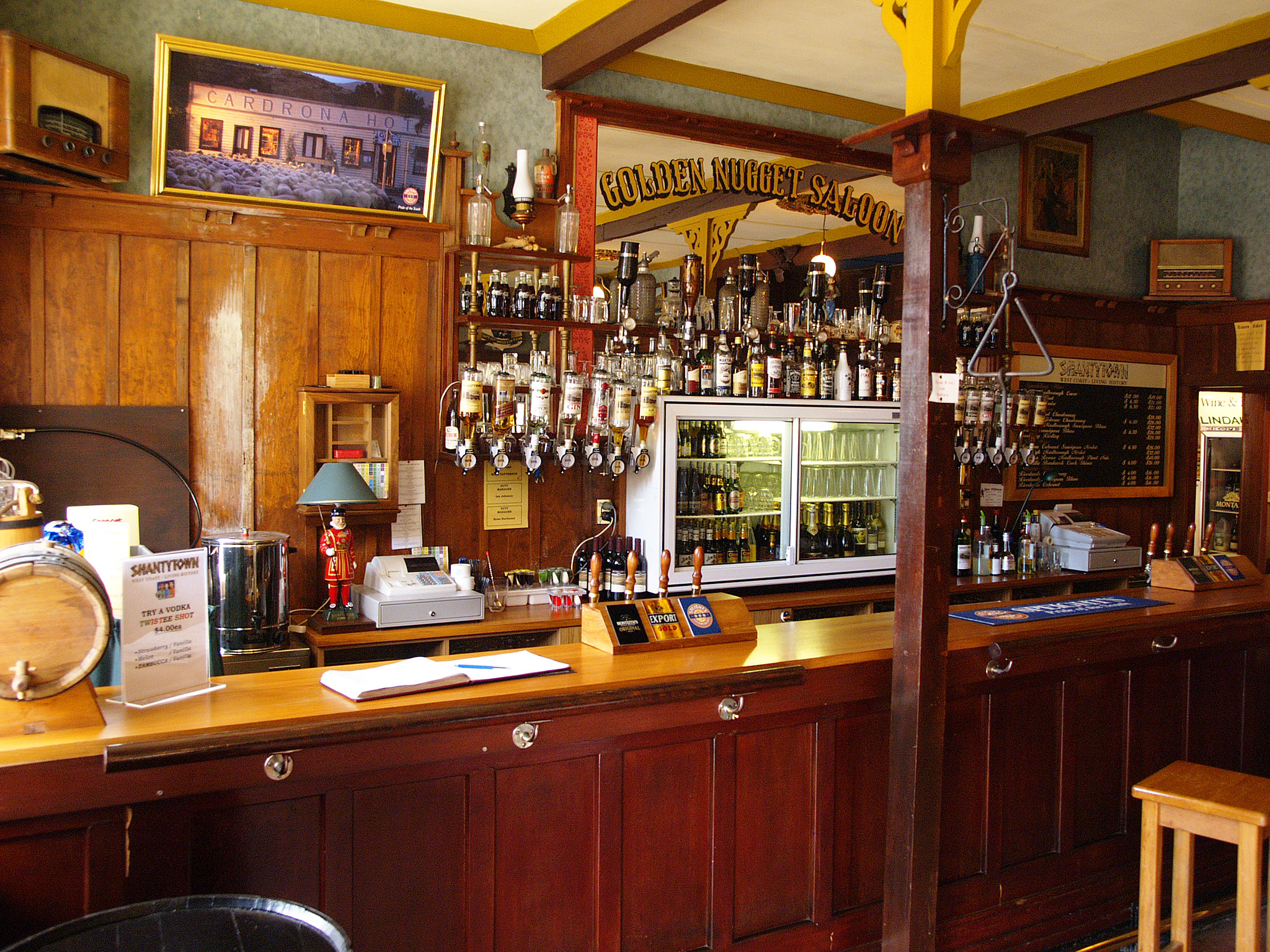
Saloon des Golden Nugget Hotel
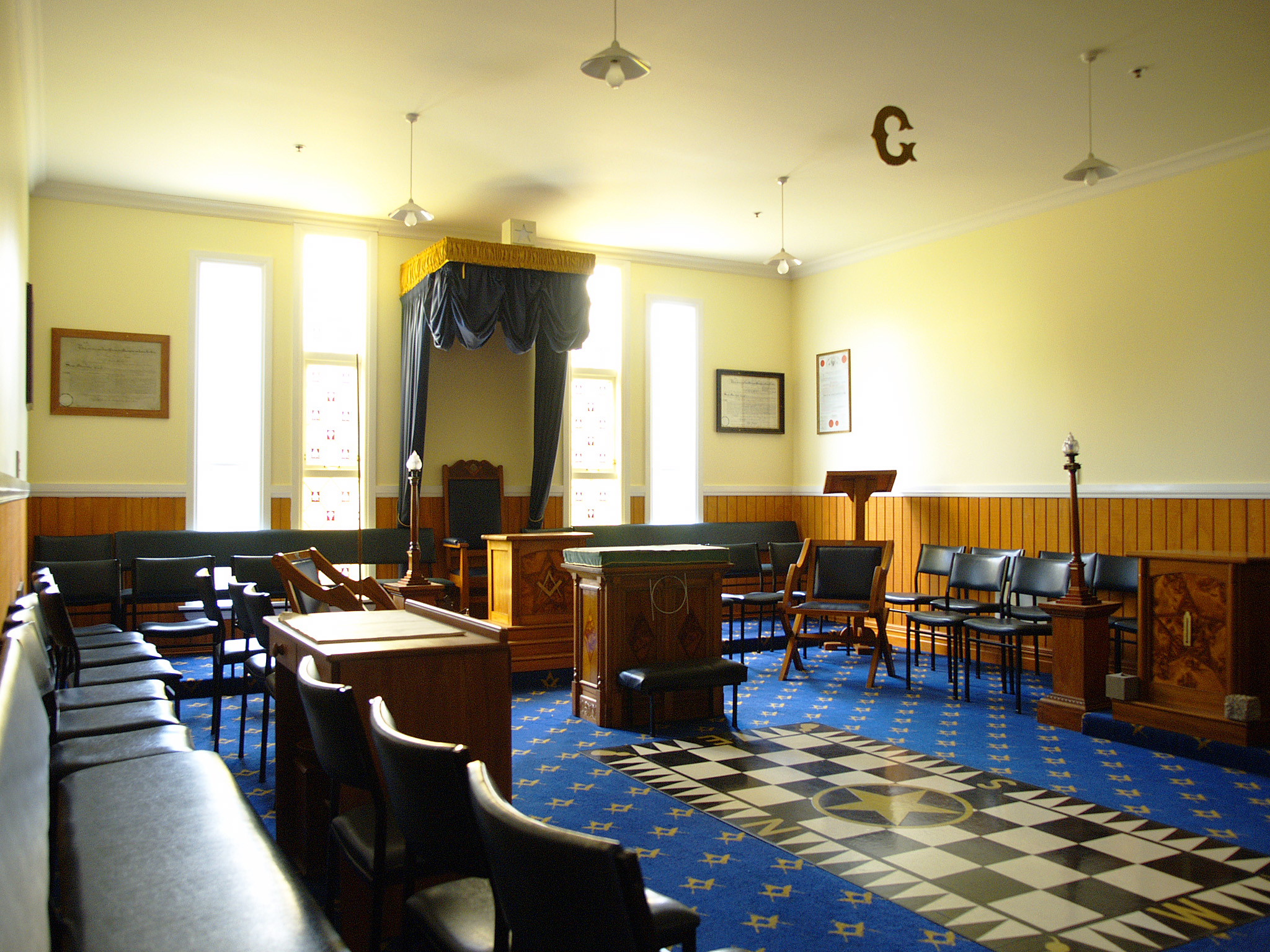
Nachbildung des Greymouth Masonic Lodge Raums
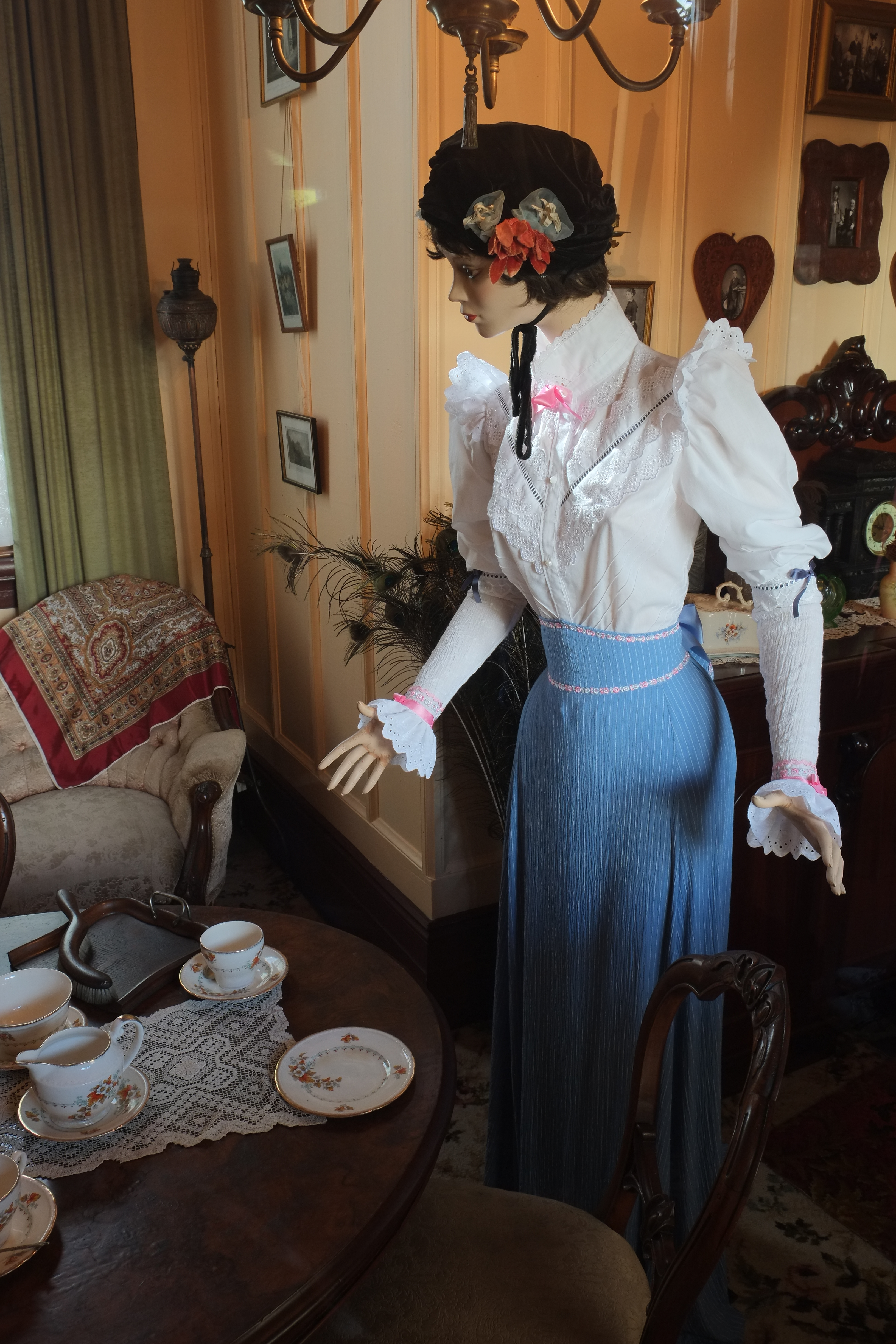
Kleidungsstil seiner Zeit
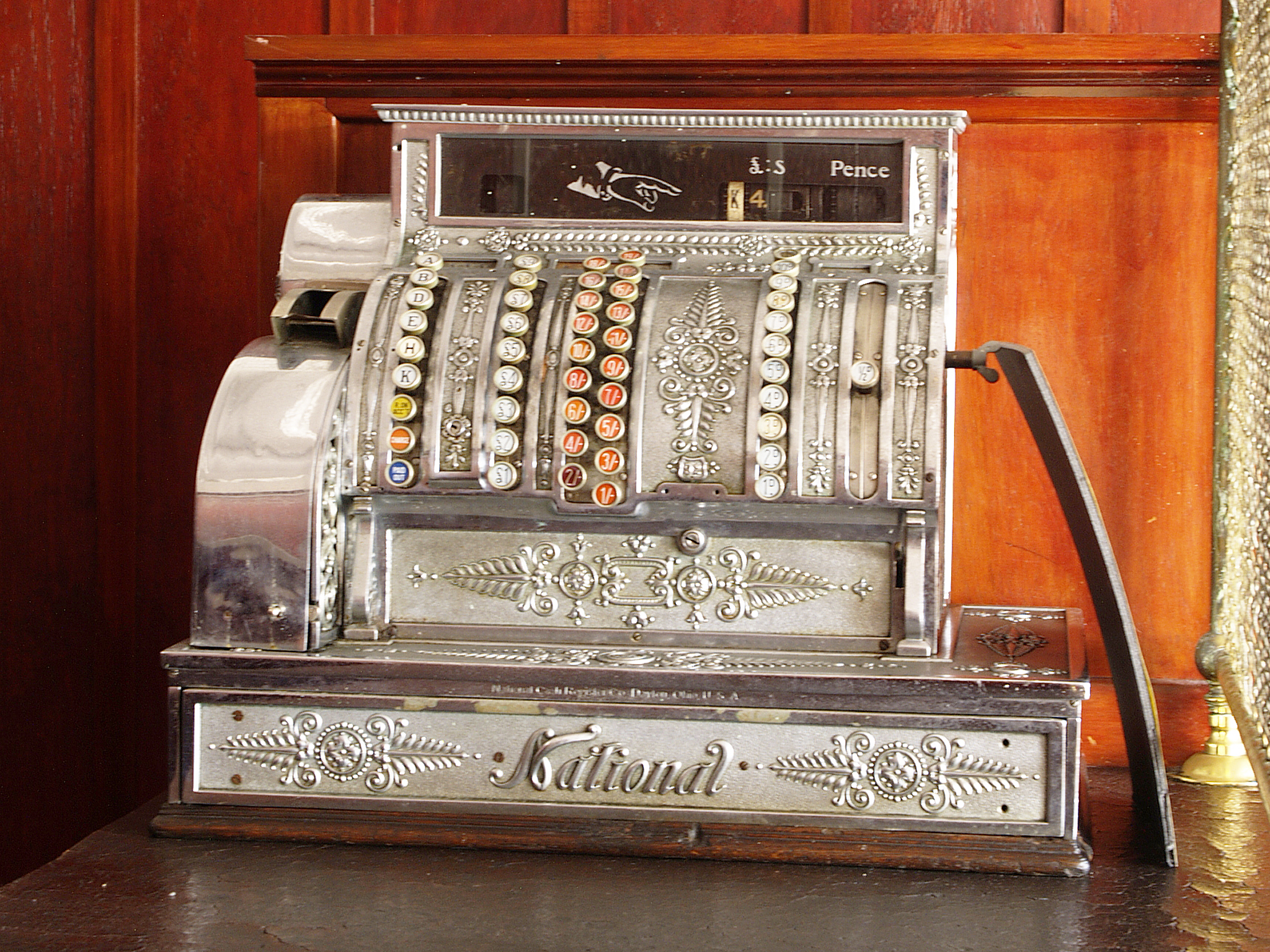
Ein Kasse der Firma National Cash Register
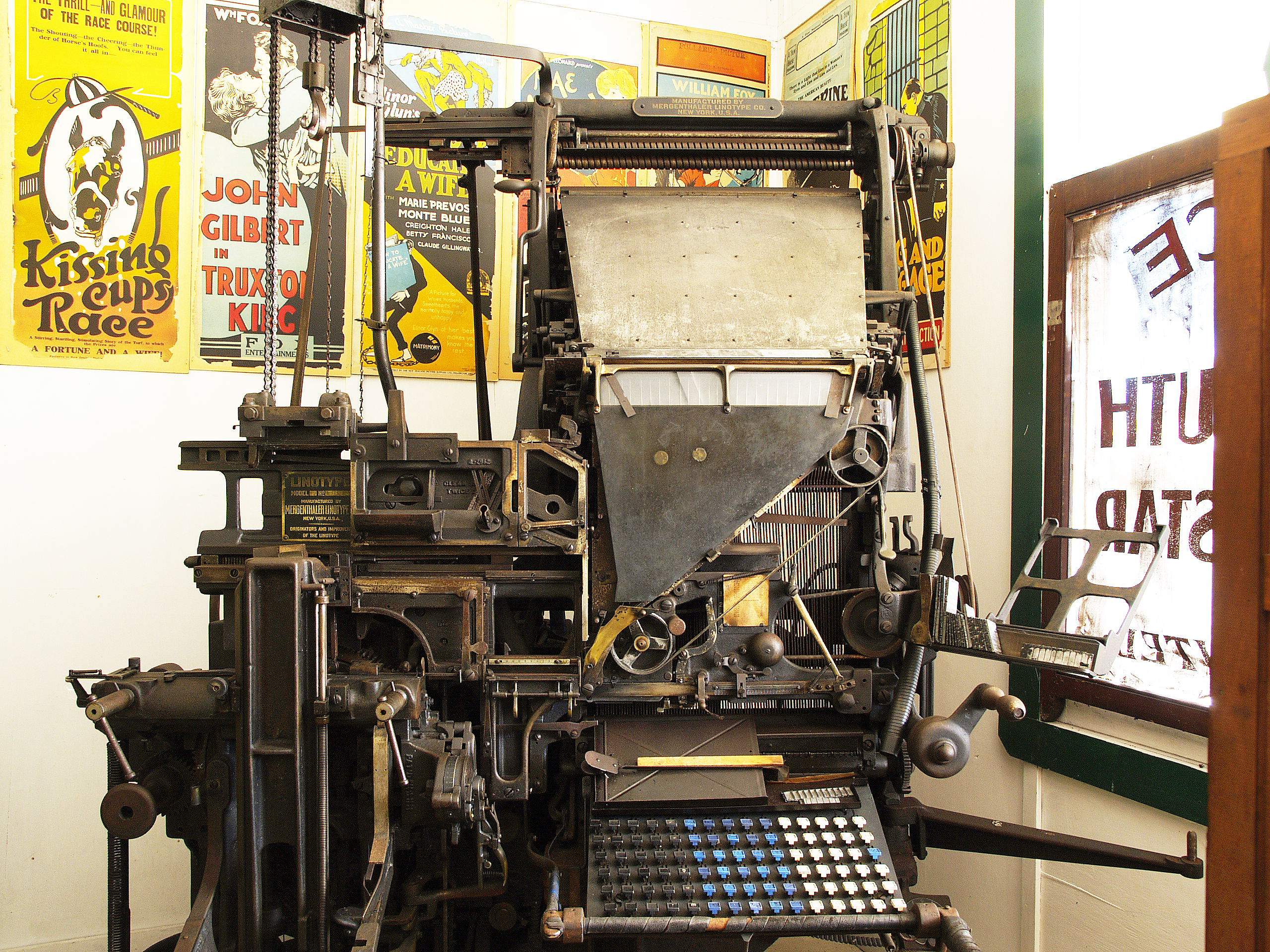
Setzmaschine der Firma Mergenthaler Linotype Company